# Aros Research Operating System
AROS, (acronimo ricorsivo di AROS Research Operating System, modificato dal precedente Amiga Research Operating System per evitare questioni legali legate all'uso del nome "Amiga") è un sistema operativo multitasking nato con lo scopo di sostituire l'AmigaOS versione 3.1 con un progetto Open Source, e poi estesosi fino a divenire un sistema completamente a sé stante.
Nacque nel 1995, ad opera di un gruppo di appassionati di Amiga che decise di realizzare una versione portabile e libera di AmigaOS, capace di girare anche sull'architettura Intel.

## Storia
AROS nacque all'incirca nel 1995 dall'idea di Aaron Digulla e raccolse presto l'attenzione di un gruppo di sviluppatori che si riunisce in un team. Il gruppo agisce in forma distribuita su internet, secondo il tipico modello di sviluppo Open Source, cercando di perseguire l'obiettivo di ricreare un sistema operativo compatibile con l'AmigaOS 3.1.
Lo sviluppo ha richiesto molto tempo poiché i diritti sul codice sorgente di AmigaOS stati acquistati dalla società statunitense Amiga Inc.; le prime versioni sono state pubblicate a partire dal 2000 e nel dicembre 2007 è stata resa disponibile la prima versione di AROS a 64 bit. Dopo una lunga fase di sviluppo, la versione 3.1 è attualmente pronta all'89%, ed ha ottenuto numerosi upgrade rilevanti.

## Caratteristiche
L'AROS può funzionare sia come sistema operativo in virtualizzazione all'interno di una finestra da altri sistemi, sia come sistema operativo a sé precompilato. Essendo ispirato ad AmigaOS,  ha molte caratteristiche simili ad esso, tuttavia sono state apportate modifiche e miglioramenti, come nuove funzionalità TCP/IP e il supporto per l'USB.
È inoltre in grado di eseguire programmi fatti per l'AmigaOS: sui sistemi Amiga essi girano grazie alla compatibilità a livello di codice binario mentre su altre architetture essi sono eseguiti tramite emulatori (come UAE). Su Aros esistono programmi utili per il lavoro quotidiano, come un editor di testo e una calcolatrice e gli sviluppatori ne stanno creando altri. AROS tuttavia non ha la protezione della memoria, ma offre un secondo stack TCP/IP, che ora permette a questo sistema operativo di accedere ad internet senza dover ricorrere ad un programma wrapper che utilizzi le risorse e gli stack internet della macchina ospite. È integrato anche il supporto alle schede grafiche NVIDIA di classe GeForce per le piattaforme PC.
È disponibile per diverse architetture: attualmente AROS supporta nativamente le architetture i386, x86-64 e Motorola 68000, mentre può girare su una macchina virtuale su PowerPC e FreeBSD (quest'ultima non più supportata). Altri porting sono in corso, per esempio per Win32.

## Sviluppatori
Sotto AROS è già pronta una suite di sviluppo basata su GCC e CVS per aiutare i programmatori ad effettuare il porting dei programmi Amiga nativi su questo nuovo sistema operativo, che, funzionando anche su piattaforme diverse da quelle Amiga classiche (Motorola 68000 e PowerPC di IBM/Motorola/Freescale) necessita che questi programmi vengano ricompilati.

## Distribuzioni
I file system di AROS sono disponibili in diverse versioni, compilate dai repository del progetto. Per gli utenti finali esistono anche alcune distribuzioni che integrano AROS:
- Icaros Desktop: questo è un sistema operativo completo, che può essere lanciato sia in modalità live sia virtualizzato sia installato su disco.[4]
- Broadway: Broadway è una nuova distribuzione che promette di essere semplice, completa e veloce.[5]
- AspireOS: è una distribuzione pensata principalmente per l'uso sui computer Acer Aspire One.[6]
- AROS Vision: questa distribuzione è scritta per l'architettura m68k e gira solo o su un hardware Amiga oppure su emulatore.[7]